# Societas delinquere non potest

Societas delinquere non potest  (Les sociétés n'ont pas le pouvoir de commettre un délit) est un principe de droit pénal disposant que, contrairement aux personnes physiques, les sociétés (à savoir les personnes morales) ne peuvent commettre de délit.

## Arguments au soutien
Une telle solution se fondait sur divers arguments, à savoir:
- La loi pénale n'impose d'obligations qu'à des individus[1]
- Matériellement, seule une personne physique peut commettre effectivement de délit. Le droit pénal belge[2], par exemple, comprendra dès lors qu'un méfait perpétré par une personne physique pour accomplir l'objet, le but de la société partagera la responsabilité avec cette dernière.

- Les collectivités n'ont ni volonté ni conscience, ils ne peuvent, dès lors, pas être responsabilisées.

- Les sanctions n'ont pas été prévues pour des personnes morales, soit par leur nature, comme l'emprisonnement, soit parce que la loi y fait obstacle[3]. L'instauration de la responsabilité de la personne morale a forcé certains législateurs à proposer des peines applicables à ceux-ci.

## Rejet du principe depuis la fin duXXesiècle

### Conseil de l'Europe
Ce principe a perdu son sens dans beaucoup de pays européens, le conseil de l'Europe ayant publié une recommandation en 1988 proposant d'instaurer la responsabilité pénale des personnes morales afin de lutter contre ce type de criminalité.

### Droit pénal canadien
En droit pénal canadien, le Code criminel a été modifié par une loi de 2003 intitulée Loi modifiant le Code criminel (responsabilité pénale des organisations). Un document de travail du gouvernement canadien datant de  2002 affirme que les recommandations visant à changer la loi dans un sens qui reconnaît la responsabilité pénale des personnes morales remontaient à 1987.
Les articles 22 et 22.1 du Code criminel prévoient spécifiquement la responsabilité pénale des organisations. À l'article 2 C.cr., les mots « quiconque, individu, personne et propriétaire » sont définis comme incluant les organisations.